# 湖南郭遗址
湖南郭遗址，位于河南省舞阳县侯集镇湖南郭村南的3米高土岗上，占地15万平方米，属新石器时代文化遗址，出土了石器（穿空石铲、石斧、石镞）、陶器（陶鼎、陶钵、陶豆、陶纺轮）、骨器（穿空骨针）等文物。 1987年3月省人民政府公布为河南省第二批文物保护单位，编号 2-134。